# Escuelas Públicas de Newark

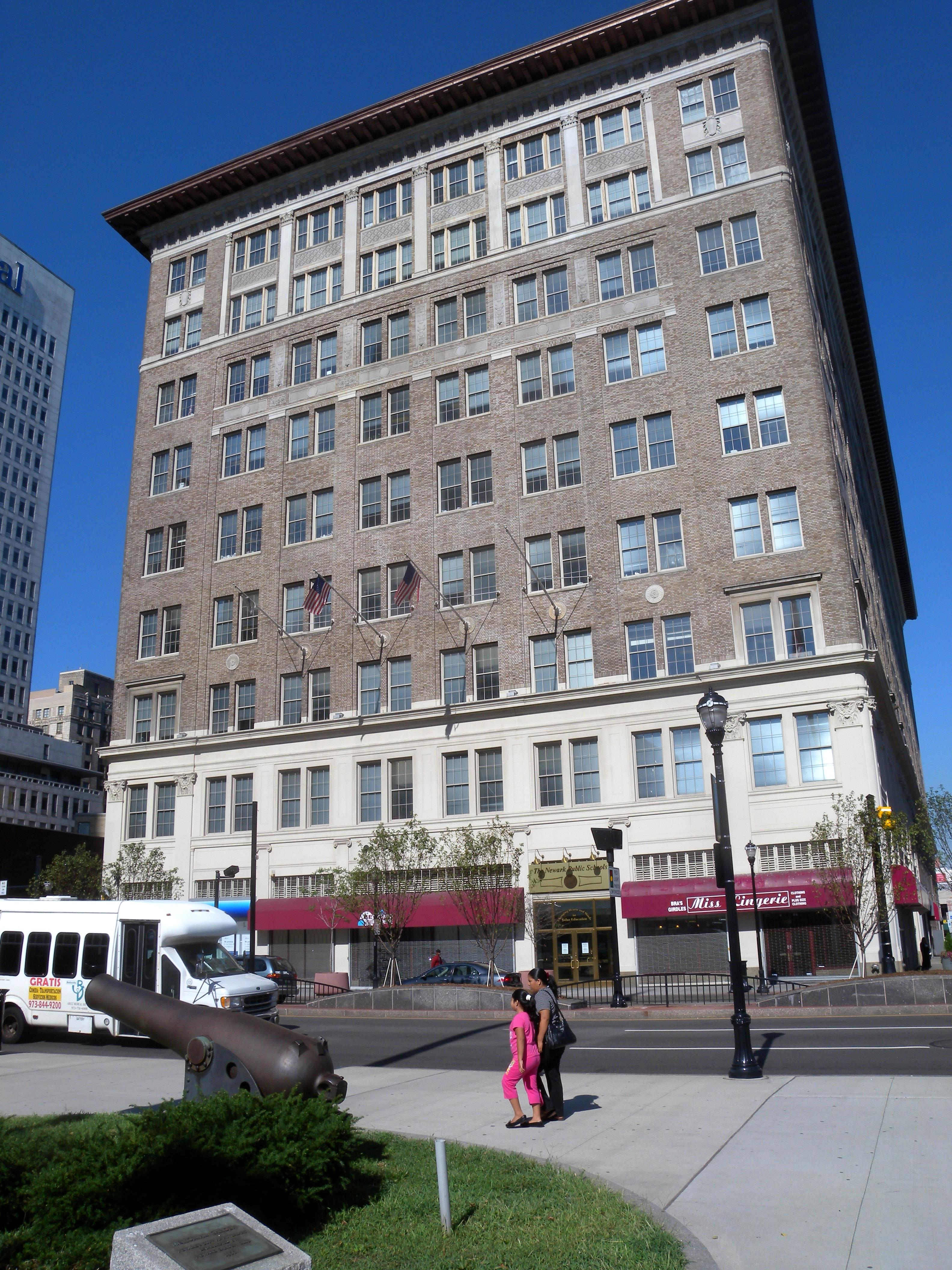
La sede del distrito

Las Escuelas Públicas de Newark (Newark Public Schools) es un distrito escolar de Nueva Jersey. Tiene su sede en Newark. NPS tiene 39.440 estudiantes, 7.000 empleados, y 75 escuelas.